# Scic (equip ciclista)

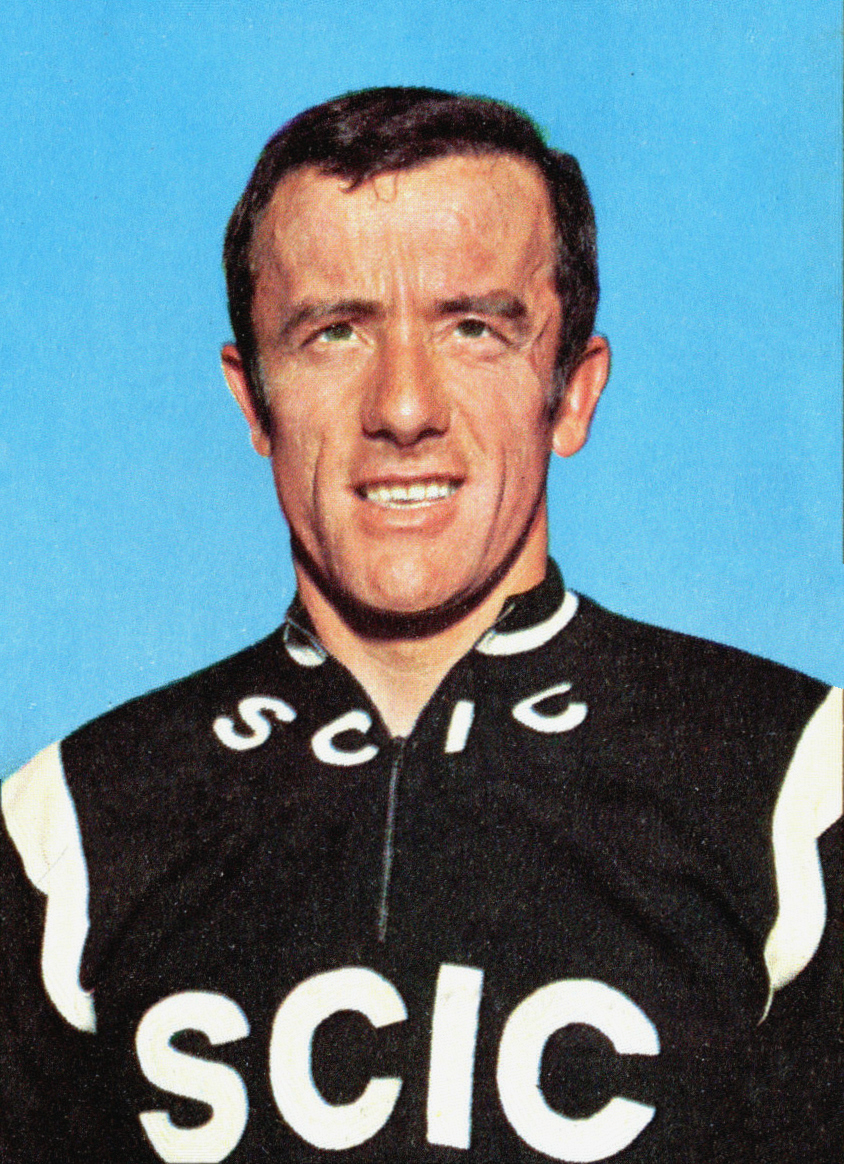
Adriano Durante

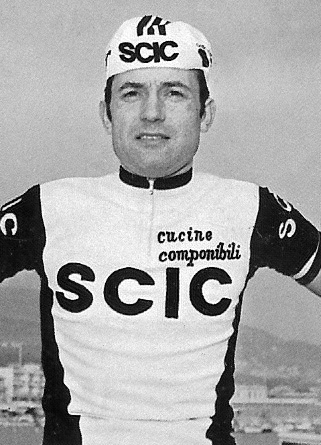
Enrico Paolini

L'equip Scic, va ser un equip ciclista italià, de ciclisme en ruta que va competir entre 1969 a 1979. La seva principal victòria va ser la general del Giro d'Itàlia per part de Giuseppe Saronni.

## Principals resultats
- Volta a Suïssa: Vittorio Adorni (1969),
- Giro del Vèneto: Mino Denti (1969), Giancarlo Polidori (1971), Enrico Paolini (1972), Giuseppe Saronni (1977)
- Giro de Toscana: Giancarlo Polidori (1971), Constantino Conti (1975)
- Giro de l'Emília: Enrico Paolini (1975)
- Volta al País Basc: Gianbattista Baronchelli (1976)
- Volta a Llombardia: Gianbattista Baronchelli (1977)
- Tour de Romandia: Gianbattista Baronchelli (1977), Giuseppe Saronni (1979)
- Gran Premi del Midi Libre: Wladimiro Panizza (1977), Giuseppe Saronni (1979)
- Tirrena-Adriàtica: Giuseppe Saronni (1978)
- Giro de la Pulla: Giuseppe Saronni (1978)
- Campionat de Zuric: Giuseppe Saronni (1979)

### A les grans voltes
- Giro d'Itàlia
  - 11 participacions (1969, 1970, 1971, 1972, 1973, 1974, 1975, 1976, 1977, 1978, 1979)
  - 26 victòries d'etapa:
    - 2 el 1969: Vittorio Adorni, Attilio Benfatto
    - 2 el 1970: Enrico Paolini, Luciano Armani
    - 2 el 1971: Enrico Paolini, Davide Boifava
    - 2 el 1972: Attilio Benfatto, Enrico Paolini
    - 5 el 1974: Franco Bitossi (3), Enrico Paolini (2)
    - 2 el 1975: Enrico Paolini, Franco Bitossi
    - 1 el 1976: Luciano Conati
    - 2 el 1977: Ercole Gualazzini, Gianbattista Baronchelli
    - 5 el 1978: Giuseppe Saronni (3), Enrico Paolini, Gianbattista Baronchelli
    - 3 el 1979: Giuseppe Saronni (3)

  - 1 classificació finals:
    - Giuseppe Saronni (1979)

  - 2 classificacions secundàries:
    - Classificació per punts: Giuseppe Saronni (1979)
    - Classificació per equips: (1979)

- Tour de França
  - 3 participacions (1970, 1971, 1976)
  - 3 victòries d'etapa:
    - 1 el 1971: Luciano Armani
    - 2 el 1976: Miguel María Lasa, Wladimiro Panizza

  - 0 classificacions secundàries:

- Volta a Espanya
  - 0 participacions